# Литаково
Литако́во (болг. Литаково) — село в Софійській області Болгарії. Входить до складу общини Ботевград.

## Населення
За даними перепису населення 2011 року у селі проживали 1928 осіб.
Національний склад населення села:
| Національність   | Кількість осіб | Відсоток |
| ---------------- | -------------- | -------- |
| болгари          | 1246           | 65,5%    |
| цигани           | 648            | 34,1%    |
| турки            | 0              | 0%       |
| інша             | 0              | 0%       |
| не визначились   | 9              | 0,5%     |
| Всього відповіли | 1903           |          |

Розподіл населення за віком у 2011 році:
Динаміка населення: